# Vatinský Egan
Vatinský Egan (rusky Ватинский Ёган) je řeka v Chantymansijském autonomním okruhu v Ťumeňské oblasti v Rusku. Je 593 km dlouhá. Povodí má rozlohu 3190 km².

## Průběh toku
Pramení na jižním svahu Aganského Uvalu a teče bažinatou tajgou. Ústí zprava do Obu.

## Vodní stav
Zdrojem vody jsou převážně sněhové srážky.

## Využití
V povodí řeky jsou naleziště ropy a zemního plynu.